# 1000-km-Rennen von Spa-Francorchamps 1986

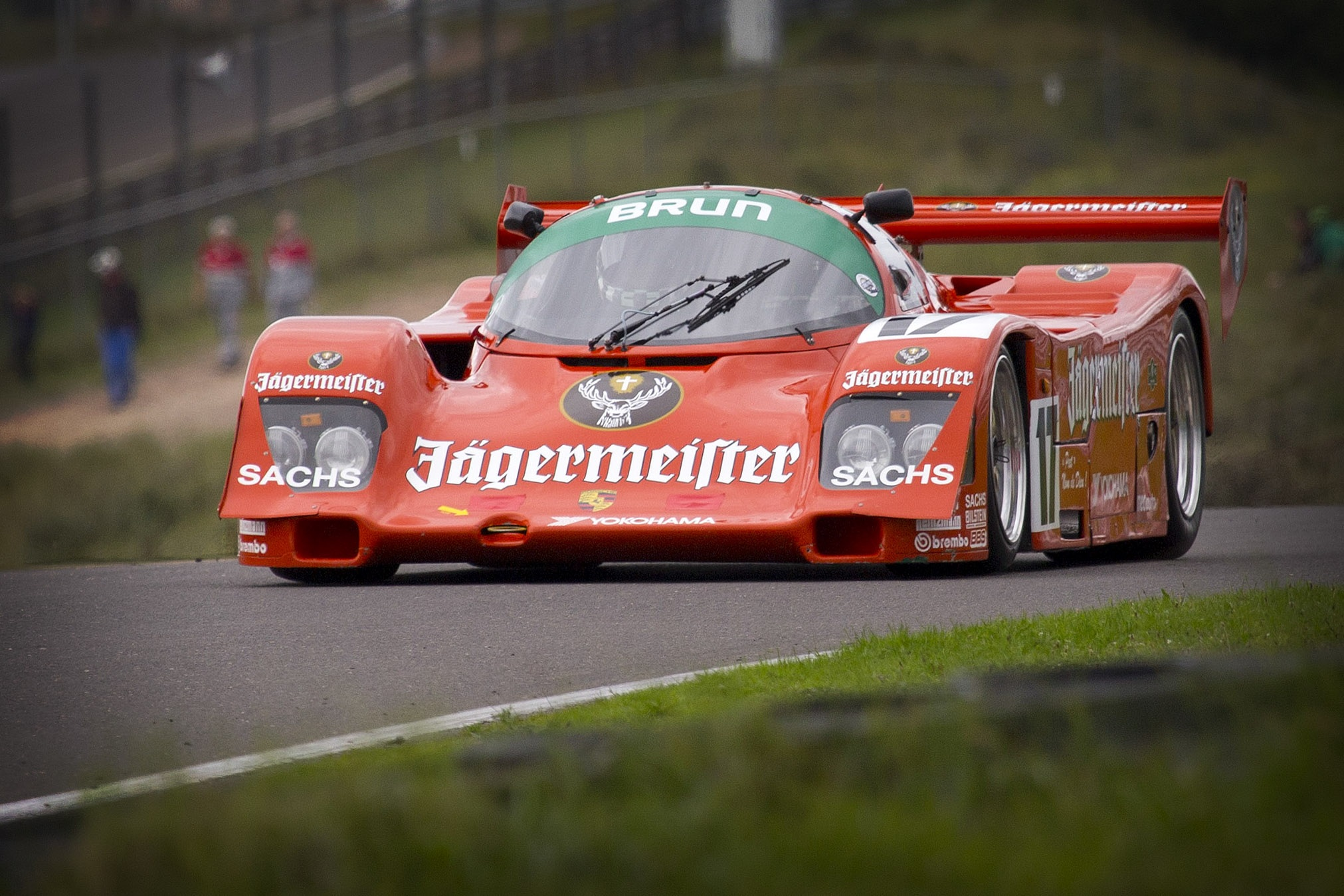
Der siegreiche Brun-Porsche 962C

Das 15. 1000-km-Rennen von Spa-Francorchamps, auch 1000 km Spa Kouros, Championat du Monde des Sports Prototypes, Spa-Francorchamps, fand am 15. September 1986 auf dem Circuit de Spa-Francorchamps statt und war der achte Wertungslauf der Sportwagen-Weltmeisterschaft dieses Jahres.

## Das Rennen
Durch den Gesamtsieg von Thierry Boutsen und Frank Jelinski im Porsche 962 C übernahm der Schweizer Rennstall Brun Motorsport die Führung in der Teamwertung der Sportwagen-Weltmeisterschaft 1986. Boutsen und Jelinski gewannen das spannende Rennen mit dem knappen Vorsprung von 0,800 Sekunden auf den Jaguar XJR-6 von Derek Warwick und Jan Lammers. 28 Sekunden dahinter klassierten sich 
Derek Bell und Hans-Joachim Stuck im favorisierten Werks-Porsche an der dritten Stelle.

## Ergebnisse

### Schlussklassement
| 1                  | C1  | 17  | Brun Motorsport                                    | Thierry Boutsen Frank Jelinski                   | Porsche 962C    | 145 |
| 2                  | C1  | 52  | Silk Cut Jaguar                                    | Derek Warwick Jan Lammers                        | Jaguar XJR-6    | 145 |
| 3                  | C1  | 1   | Rothmans Porsche                                   | Derek Bell Hans-Joachim Stuck                    | Porsche 962C    | 145 |
| 4                  | C1  | 7   | Blaupunkt Joest Racing                             | Paolo Barilla Klaus Ludwig                       | Porsche 956B    | 144 |
| 5                  | C1  | 51  | Silk Cut Jaguar                                    | Eddie Cheever Jean-Louis Schlesser               | Jaguar XJR-6    | 143 |
| 6                  | C1  | 61  | Kouros Racing                                      | Henri Pescarolo Mike Thackwell                   | Sauber C8       | 140 |
| 7                  | C1  | 2   | Rothmans Porsche                                   | Jochen Mass Bob Wollek                           | Porsche 962C    | 140 |
| 8                  | C1  | 8   | Joest Racing                                       | Louis Krages Vern Schuppan Kris Nissen           | Porsche 956     | 139 |
| 9                  | C1  | 19  | Brun Motorsport                                    | Didier Theys Massimo Sigala Walter Brun          | Porsche 956     | 139 |
| 10                 | C1  | 14  | Liqui Moly Equipe                                  | Mauro Baldi James Weaver                         | Porsche 956 GTi | 135 |
| 11                 | C1  | 33  | Danone Porsche Espana with John Fitzpatrick Racing | Fermín Vélez Emilio de Villota                   | Porsche 956B    | 134 |
| 12                 | C1  | 10  | Porsche Kremer Racing                              | Bruno Giacomelli Volker Weidler                  | Porsche 962C    | 134 |
| 13                 | C2  | 79  | Ecurie Ecosse                                      | Ray Mallock Marc Duez                            | Ecosse C286     | 133 |
| 14                 | C2  | 70  | Spice Engineering                                  | Gordon Spice Ray Bellm                           | Spice SE86C     | 132 |
| 14                 | C2  | 70  | Spice Engineering                                  | Gordon Spice Ray Bellm                           | Spice SE86C     | 132 |
| 15                 | C2  | 75  | A.D.A. Engineering                                 | Evan Clements Ian Harrower                       | Gebhardt JC843  | 123 |
| 16                 | C1  | 45  | Patrick Oudet Vetir Racing                         | Patrick Oudet Jean-Claude Justice                | Rondeau M382    | 122 |
| 17                 | C2  | 90  | Jens Winther                                       | Jens Winther Angelo Pallavicini                  | URD C83         | 121 |
| 18                 | C1  | 66  | Cosmik Racing Promotions                           | Tiff Needell Costas Los                          | March 84G       | 114 |
| 19                 | C2  | 72  | John Bartlett Racing with Goodman Sound            | David Mercer Kenneth Leim Ian Khan               | Bardon DB1      | 112 |
| 20                 | C2  | 102 | Lucien Rossiaud                                    | Bruno Sotty Noël del Bello Lucien Rossiaud       | Rondeau M379C   | 109 |
| 21                 | C2  | 77  | Chamberlain Engineering                            | Will Hoy Gareth Chapman                          | Tiga TS85       | 107 |
| 22                 | C2  | 99  | RBR Tiga                                           | Thorkild Thyrring Les Blackburn                  | Tiga GC286      | 104 |
| Nicht klassiert    |     |     |                                                    |                                                  |                 |     |
| 23                 | C2  | 92  | Automobiles Louis Descartes                        | Jacques Heuclin Louis Descartes Hubert Striebig  | ALD 02          | 100 |
| Ausgefallen        |     |     |                                                    |                                                  |                 |     |
| 24                 | C2  | 89  | Martin Schanche                                    | Dave Kennedy Martin Schanche                     | Argo JM19       | 98  |
| 25                 | C1  | 18  | Brun Motorsport                                    | Oscar Larrauri Jesús Pareja                      | Porsche 962C    | 72  |
| 26                 | C1  | 20  | Tiga Team                                          | Neil Crang Tim Lee-Davey                         | Tiga GC86       | 67  |
| 27                 | C2  | 80  | Carma F.F. S.R.L.                                  | Ruggero Melgrati Martino Finotto Carlo Facetti   | Alba AR6        | 46  |
| 28                 | C2  | 97  | RBR Tiga                                           | John Sheldon Max Cohen-Olivar John Williams      | Tiga GC285      | 44  |
| 29                 | GTP | 21  | Richard Cleare Racing                              | David Leslie Richard Cleare                      | March 85G       | 40  |
| 30                 | C2  | 104 | Jean-Claude Ferrarin                               | Jean-Claude Ferrarin Philippe Mazué              | Isolia 002      | 24  |
| 31                 | C2  | 98  | RBR Tiga                                           | Michael Hall David Andrews                       | Tiga GC286      | 22  |
| 32                 | C1  | 9   | Obermaier Racing                                   | Jürgen Lässig Hervé Regout Dudley Wood           | Porsche 956     | 11  |
| 33                 | C2  | 83  | Taverna Luigi Techno-Racing                        | Piercarlo Ghinzani Luigi Taverna Gianpiero Lauro | Alba AR3        | 7   |
| Nicht gestartet    |     |     |                                                    |                                                  |                 |     |
| 34                 | C1  | 63  | Ernst Schuster                                     | Siegfried Brunn Ernst Schuster                   | Porsche 936C    | 1   |
| 35                 | C2  | 95  | Roland Bassaler                                    | Dominique Lacaud Gerard Brucelle Gérard Tremblay | Sauber SHS C6   | 2   |
| 36                 | C1  | 1T  | Rothmans Porsche                                   | Derek Bell Jochen Mass Hans-Joachim Stuck        | Porsche 962C    | 3   |
| 37                 | C1  | 51T | Silk Cut Jaguar                                    | Derek Warwick Eddie Cheever Jan Lammers          | Jaguar XJR-6    | 4   |
| 37                 | C1  | 61T | Kouros Racing                                      | Henri Pescarolo Mike Thackwell                   | Sauber C8       | 5   |
| Nicht qualifiziert |     |     |                                                    |                                                  |                 |     |
| 38                 | C2  | 105 | Kelmar Racing Team                                 | Pasquale Barberio Maurizio Gellini               | Tiga GC85       | 6   |

1 Unfall im Training
2 Motorschaden im Training
3 Trainingswagen
4 Trainingswagen
5 Trainingswagen
5 nicht qualifiziert

### Nur in der Meldeliste
Hier finden sich Teams, Fahrer und Fahrzeuge, die ursprünglich für das Rennen gemeldet waren, aber aus den unterschiedlichsten Gründen daran nicht teilnahmen.
| Pos. | Klasse | Nr. | Team                 | Fahrer                             | Chassis        |
| ---- | ------ | --- | -------------------- | ---------------------------------- | -------------- |
| 39   | C1     | 6   | Sponsor Gest Team    | Bruno Giacomelli Andrea de Cesaris | Lancia LC2-86  |
| 40   | C1     | 74  | Gebhardt Racing Cars | Stanley Dickens Max Payne          | Gebhardt JC853 |

### Klassensieger
| Klasse | Fahrer                  | Fahrer         | Fahrzeug     | Platzierung im Gesamtklassement |
| ------ | ----------------------- | -------------- | ------------ | ------------------------------- |
| C1     | Thierry Boutsen         | Frank Jelinski | Porsche 962C | Gesamtsieg                      |
| C2     | Ray Mallock             | Marc Duez      | Ecosse C286  | Rang 13                         |
| GTP    | kein Teilnehmer im Ziel |                |              |                                 |

### Renndaten
- Gemeldet: 40
- Gestartet: 33
- Gewertet: 22
- Rennklassen: 3
- Zuschauer: unbekannt
- Wetter am Renntag: wolkig und warm
- Streckenlänge: 6,949 km
- Fahrzeit des Siegerteams: 5:35:54,540 Stunden
- Gesamtrunden des Siegerteams: 145
- Gesamtdistanz des Siegerteams: 1007,605 km
- Siegerschnitt: 179,978 km/h
- Pole Position: Thierry Boutsen – Porsche 962C (#17) – 2:06,870 = 197,181 km/h
- Schnellste Rennrunde: Eddie Cheever – Jaguar XJR-6 (#51) – 2:09,380 = 193,356 km/h
- Rennserie: 8. Lauf zur Sportwagen-Weltmeisterschaft 1986